# إريك هايبيرغ
إريك هايبيرغ (بالنرويجية البوكمول: Erik Heiberg)‏ هو شخصية أعمال نرويجي، ولد في 24 يناير 1916 في كريستيانية في النرويج، وتوفي في 30 ديسمبر 1996 في أوسلو في النرويج.

## وصلات خارجية
- إريك هايبيرغ على موقع أوليمبيديا (الإنجليزية)